# Samsam ol-Saltaneh
Najaf Gholi Khan Bakhtiari (en persan : نجف‌قلی خان بختیاری), également connu sous le nom de Samsam ol-Saltaneh (en persan : صمصام‌السلطنه) est un homme politique iranien né en 1846 et mort à Isfahan en 1930. Il a été premier ministre d'Iran à deux reprises du 3 mai 1909 au 16 juillet 1909 et du 23 décembre 1912 au 17 janvier 1913. Il est le fils de Hossein Gholi Khan Ilkhani. Parmi ses 18 frères et sœurs on compte:
- Esfandiar Khan
- Sardar Assad
- Khosro Khān Sardār Zafar
- Bibi Maryam Bakhtiari